# Liste der Kulturgüter in Engelberg
Die Liste der Kulturgüter in Engelberg enthält alle Objekte in der Gemeinde Engelberg im Kanton Obwalden, die gemäss der Haager Konvention zum Schutz von Kulturgut bei bewaffneten Konflikten, dem Bundesgesetz vom 20. Juni 2014 über den Schutz der Kulturgüter bei bewaffneten Konflikten sowie der Verordnung vom 29. Oktober 2014 über den Schutz der Kulturgüter bei bewaffneten Konflikten unter Schutz stehen.
Objekte der Kategorien A und B sind vollständig in der Liste enthalten, Objekte der Kategorie C fehlen zurzeit (Stand: 1. Januar 2023).

## Kulturgüter
| Foto | | Objekt                                                                             | Kat. | Typ | Standort                                           | Beschreibung |
| ---- | --- | ---------------------------------------------------------------------------------- | ---- | --- | -------------------------------------------------- | ------------ |
| ja   | Datei hochladen · Wikidata zu Benediktinerkloster mit Klosterkirche und Konventsbauten (Q667880)              | Benediktinerkloster mit Klosterkirche und Konventsbauten KGS-Nr.: 04247            | A    | G   | Benediktinerkloster 1, 5 674063 / 185949           |              |
| ja   | Datei hochladen · Wikidata zu Herrenhaus in Grafenort mit Gartenpavillon (Q29523523)                          | Herrenhaus in Grafenort mit Gartenpavillon KGS-Nr.: 04249                          | A    | G   | Herrenhaus 1 671138 / 191383                       |              |
| ja   | Datei hochladen · Wikidata zu Kapelle Heilig Kreuz (Q29523529)                                                | Kapelle Heiligkreuz KGS-Nr.: 04250                                                 | A    | G   | Grafenort 1.1 671240 / 191369                      |              |
| BW   | Datei hochladen · Wikidata zu Sammlung des Benediktinerklosters (Q29523535)                                   | Sammlung des Benediktinerklosters KGS-Nr.: 08550                                   | A    | S   | Benediktinerkloster 5 674063 / 185949              |              |
| ja   | Datei hochladen · Wikidata zu Stiftsarchiv des Benediktinerklosters sowie Musikaliensammlung (Q27480199)      | Stiftsarchiv sowie Musikaliensammlung des Benediktinerklosters KGS-Nr.: 08914      | A    | S   | Benediktinerkloster 5 674063 / 185949              |              |
| BW   | Datei hochladen · Wikidata zu Stiftsbibliothek (Q27480201)                                                    | Stiftsbibliothek des Benediktinerklosters KGS-Nr.: 09306                           | A    | S   | Benediktinerkloster 5 674063 / 185949              |              |
| ja   | Datei hochladen · Wikidata zu Beinhaus St. Antonius (Q29786258)                                               | Beinhaus St. Antonius KGS-Nr.: 04246                                               | B    | G   | Klosterhof 1.1 674041 / 186000                     |              |
| ja   | Datei hochladen · Wikidata zu Chalet Eberhardt / Cattani (Q29786260)                                          | Chalet Eberhardt / Cattani KGS-Nr.: 04248                                          | B    | G   | Bahnhofstrasse 11 673543 / 185868                  |              |
| ja   | Datei hochladen · Wikidata zu Kapelle St. Jakob im Espen (Q29786265)                                          | Kapelle St. Jakob im Espen KGS-Nr.: 04251                                          | B    | G   | Dorfstrasse 672851 / 185880                        |              |
| ja   | Datei hochladen · Wikidata zu Kapelle Maria im Holz, Schweizerhauskapelle (Q29786268)                         | Kapelle Maria im Holz, Schweizerhauskapelle KGS-Nr.: 04252                         | B    | G   | Schweizerhausstrasse 675324 / 185635               |              |
| ja   | Datei hochladen · Wikidata zu Marienkapelle im Horbis, ehemalige Einsiedelei (Am «Ende der Welt») (Q29786271) | Marienkapelle im Horbis, ehemalige Einsiedelei (Am «Ende der Welt») KGS-Nr.: 04253 | B    | G   | Horbisstrasse 675761 / 187180                      |              |
| ja   | Datei hochladen · Wikidata zu Wappenhaus (Talmuseum) (Q14912367)                                              | Talmuseum («Wappenhaus») KGS-Nr.: 04254                                            | B    | G   | Dorfstrasse 6 673936 / 186042                      |              |
| ja   | Datei hochladen · Wikidata zu Bergbauernhaus «Huisli» (Q122117001)                                            | Bergbauernhaus «Huisli» KGS-Nr.: 05684                                             | B    | G   | Hüsli 674180 / 186810                              |              |
| BW   | Datei hochladen · Wikidata zu Wappenhaus (Talmuseum), (1787)(Sammlung) (Q27480203)                            | Sammlung des Talmuseum im Wappenhaus KGS-Nr.: 12278                                | B    | S   | Dorfstrasse 6 673940 / 186045                      |              |
| ja   | Datei hochladen · Wikidata zu Wohnhaus Dellenstein (ehemaliges Bauernhaus) (Q29786257)                        | Wohnhaus Dellenstein (ehemaliges Bauernhaus) KGS-Nr.: 12279                        | B    | G   | Tellensteinstrasse 30 675521 / 185440              |              |
| ja   | Datei hochladen · Wikidata zu Hotel Titlis Palace (ehemals Grand Hotel) mit Kursaal (Q29786262)               | Hotel Titlis Palace (ehem. Grand Hotel) mit Kursaal KGS-Nr.: 12280                 | B    | G   | Dorfstrasse 40 / Bahnhofstrasse 16 673560 / 185932 |              |
| ja   | Datei hochladen · Wikidata zu Kraftwerk Obermatt (Q29786267)                                                  | Kraftwerk Obermatt KGS-Nr.: 12281                                                  | B    | G   | Obermatt 2 671347 / 188324                         |              |